# Mongolosaurus haplodon
Mongolosaurus haplodon es la única especie conocida del género extinto  Mongolosaurus  (“lagarto de Mongolia”) de dinosaurio saurópodo titanosauriano, que vivió a principio del período Cretácico, hace aproximadamente 130 millones de años, en el Barremiense, e lo que es hoy Asia. Este animal es conocido por restos muy incompleto, tres vértebras cervicales, el basioccipital y cinco extraños dientes. La especie tipo, Mongolosaurus haplodon, fue descrita por Charles W. Gilmore en 1933 y encontrada en Formación Bayanhua, Mongolia Interior, Zizhiqu, China. El basioccipital es corto como en Camarasaurus y Brachiosaurus, siendo clasificado como un negmentosáurido, en un principio se lo relacionado con los diplodócidos, pero hoy se sabe que es un titanosauriano. También se lo había propuesto como un gran tericinosauriano. Estudios recientes encuentran que es un titanosauriano basal o un somfospondilo no titanosáurido.